# Alpenus homaema
Alpenus homaema là một loài bướm đêm thuộc phân họ Arctiinae, họ Erebidae.